# دوترنهاوزن
دوترنهاوزن (به آلمانی: Dotternhausen) یک شهر  در آلمان است که در تسولرنالبکرایس واقع شده‌است. دوترنهاوزن ۱٬۸۹۱ نفر جمعیت دارد.